# 963-й истребительный авиационный полк ПВО

963-й истребительный авиационный полк ПВО (963-й иап ПВО) — воинская часть истребительной авиации ПВО, принимавшая участие в боевых действиях Великой Отечественной войны.

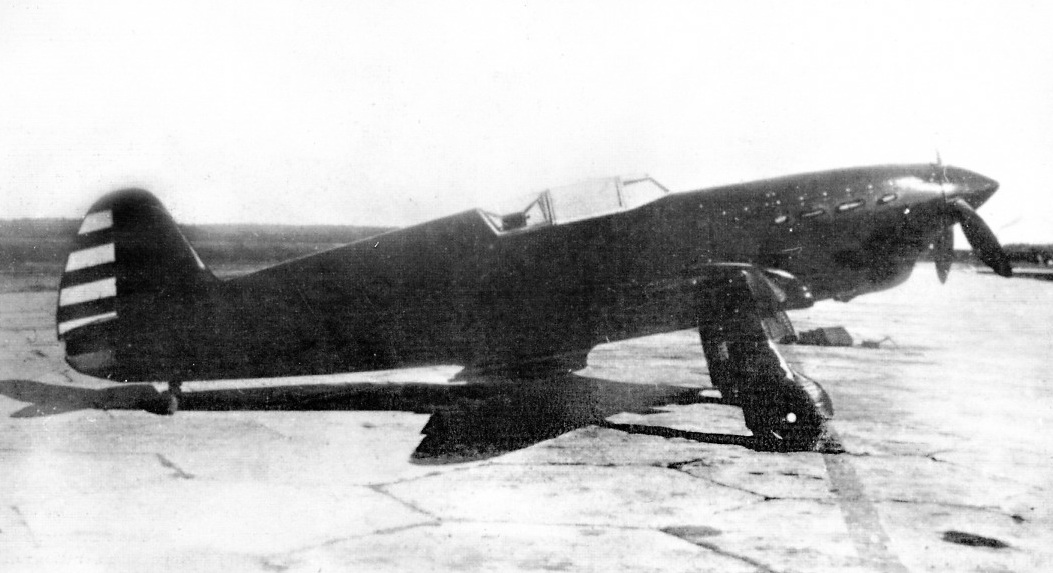
10-ю самолётами Як-1 полк был вооружен при формировании.

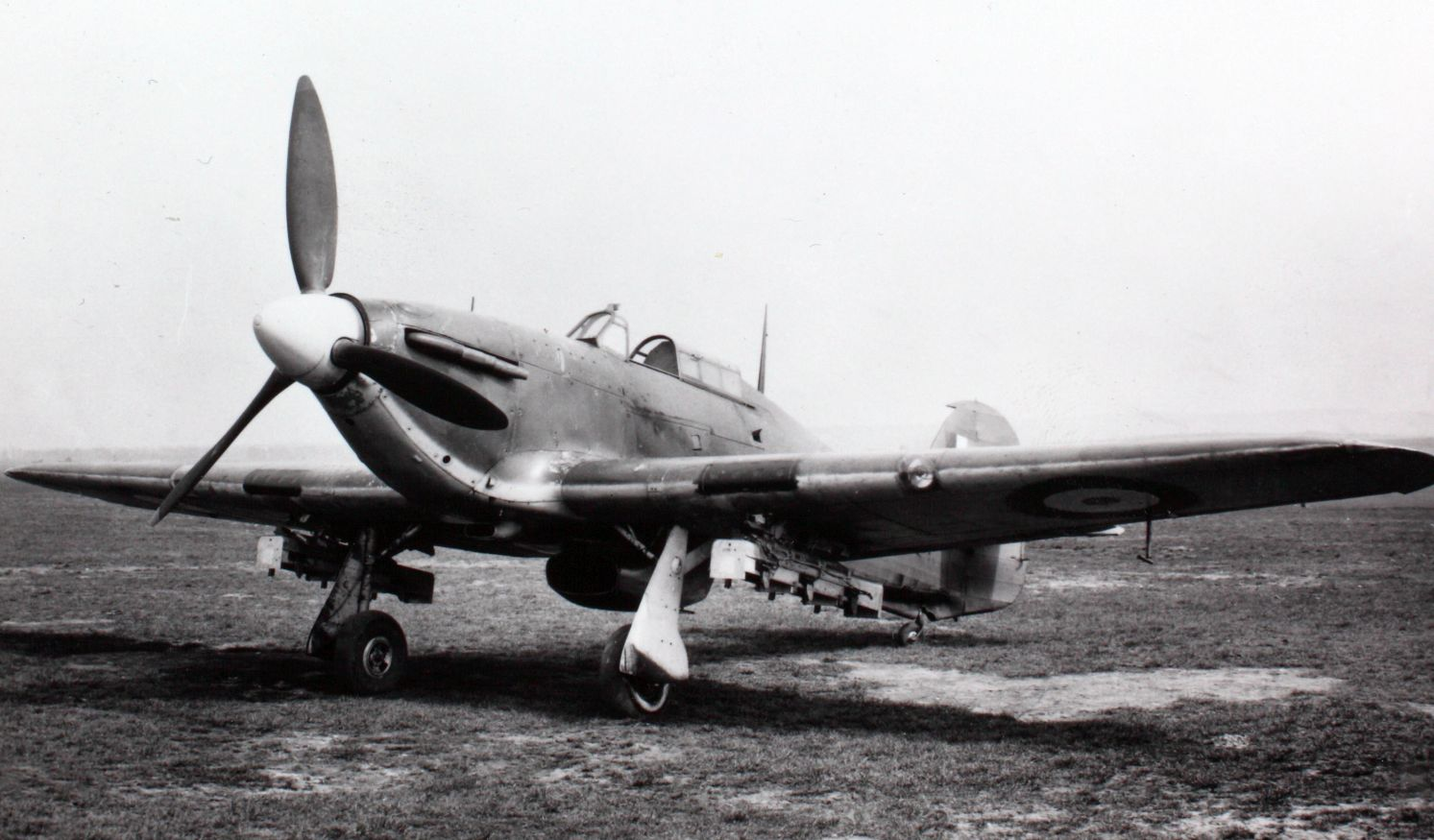
При формировании полк получил 19 самолётов Hawker Hurricane.

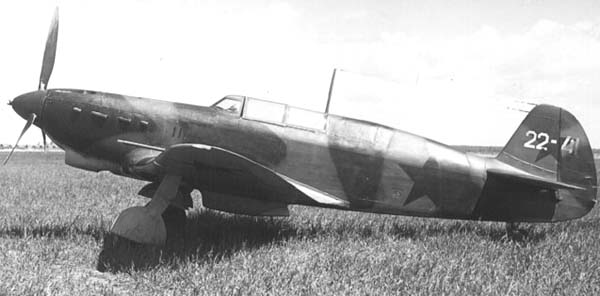
С 1943 года полк пополнялся самолётами Як-7б.

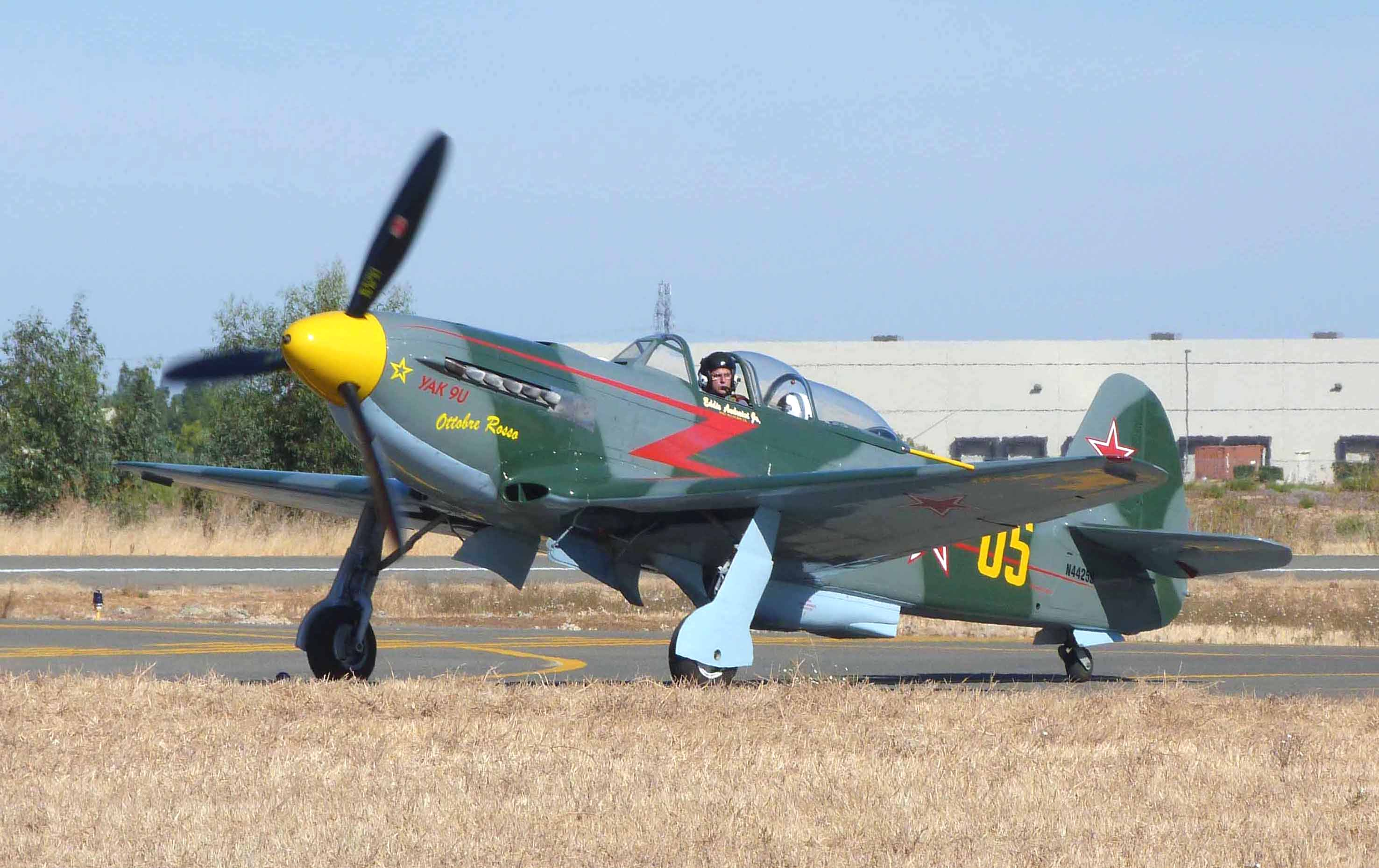
Самолет Як-9У. Такими самолётами полк был пополнен в 1944 году.

## Наименования полка
- 963-й истребительный авиационный полк[1][2].
- 963-й истребительный авиационный полк ПВО[1][2];
- Войсковая часть (полевая почта) 15623[1][2].

## История и боевой путь полка
963-й истребительный авиационный полк сформирован в период с 6 августа по 15 сентября 1942 года в Приволжском военном округе на аэродроме Разбойщина Саратовская области на базе одной эскадрильи 35-го истребительного авиационного полка и летно-технического состава 753-го истребительного авиационного полка по штату 015/134. К концу формирования имел в боевом составе 10 Як-1 и 19 «Харрикейнов». Вошел в 144-ю истребительную авиадивизию ПВО.
С 6 августа 1942 года полк приступил к боевой работе в составе 144-й иад ПВО Саратовско-Балашовского района ПВО на самолётах «Харрикейн» и Як-1. С 4 сентября по 1 ноября 1942 года 2-я эскадрилья полка действовала на Сталинградском фронте в оперативном подчинении штаба 102-й истребительной авиадивизии ПВО на самолётах «Харрикейн».
Первая известная воздушная победа полка в Отечественной войне одержана 12 июня 1943 года: капитан Халявка в воздушном бою сбил немецкий бомбардировщик Heinkel He 111.
С 29 июня 1943 года вместе с дивизией вошел в состав войск вновь образованного Восточного фронта ПВО. В апреле в связи с реорганизацией войск ПВО страны в составе 144-й иад ПВО включен в 5-й корпус ПВО Южного фронта ПВО (образован 29.03.1944 на базе Восточного и Западного фронтов ПВО). 8 июля 1944 года полк передан из 144-й иад ПВО в состав 125-й истребительной авиадивизии ПВО (закончил перебазирование 10 июля).
11 июля 1944 года полк вновь включен в действующую армию. Приступил к боевой работе в составе 125-й истребительной авиадивизии ПВО 82-й дивизии ПВО Северного фронта ПВО на самолётах «Харрикейн», Як-1 и Як-7б. 25 июля передан из 125-й истребительной авиадивизии ПВО в состав 320-й истребительной авиадивизии ПВО 82-й дивизии ПВО Северного фронта ПВО и перебазировался на аэродром Хомяково. С 11 октября полк базируется на аэродроме Брянск.
В декабре в основном перевооружен на истребители Як-9У. 24 декабря вместе с дивизией включен в состав войск Западного фронта ПВО (2-го формирования) (преобразован из Северного фронта ПВО). Задачами полка в составе дивизии являлись прикрытие войск 1-го и 2-го Белорусских фронтов, Киевского военного округа — с 1 января 1945 года, Белорусско-Литовского военного округа — с 1 февраля 1945 года и 1-го Белорусского фронта в период проведения Берлинской операции с 16 апреля 1945 года по 8 мая 1945 года. До конца войны полк входил в состав 320-й истребительной авиадивизии ПВО.
День Победы 9 мая 1945 года полк встретил на аэродроме Быдгощ (Польша).
Всего в составе действующей армии полк находился: с 6 августа 1942 года по 27 июня 1943 года и с 11 июля 1944 года по 31 декабря 1944 года.
Всего за годы войны полком:
- Совершено боевых вылетов — не менее 673
- Проведено воздушных боев — 38
- Сбито самолётов противника — 2 (бомбардировщики)
- Свои потери (боевые):
  - летчиков — 1
  - самолётов — 1

## Командир полка
- майор Ярковой Анастасий Никифорович[1], 06.08.1942 — 21.07.1943
- капитан, майор Титов Владимир Никифорович[1], 21.07.1943 — 07.07.1946

## Послевоенная история полка
После войны полк продолжал входить в состав 320-й истребительной авиационной дивизии ПВО. В июне 1945 года вместе с дивизией вошёл во вновь сформированную 20-ю воздушную истребительную армию ПВО Западного округа ПВО. В связи со значительными сокращениями Вооружённых Сил после войны на основании директивы ГШ ВС СССР № орг/3/46964 от 23.05.1946 г. и директивы Командующего ИА ПВО ТС № 366490 от 28.05.1946 г. в июле 1946 года 963-й истребительный авиационный полк ПВО расформирован вместе с 320-й истребительной авиационной дивизией ПВО в составе 20-й воздушной истребительной армии ПВО на аэродроме Быдгощ в Польше.

## Лётчики-асы полка
Летчики-асы полка, сбившие более 5-ти самолётов противника в воздушных боях.
| Фамилия, имя отчество     | Награды | Сбито самолётов (+ в группе) | Примечание |
| ------------------------- | ------- | ---------------------------- | --- |
| Башман Анатолий Тарасович |         | 5 + 0                        | Лётчик полка: июнь 1944—1945. Боевых вылетов: около 80; воздушных боев: около 40. Боевую работу вел на самолётах «Харрикейн», Як-1, Як-7 и Як-9 в составе 963-го иап с ноября 1942 г. по декабрь 1944 г. Сбитых самолётов противника нет. Война в Корее (1950—1953). Боевую работу вел на МиГ-15 в составе 148 гиап и 16 иап с января по август 1952 г. |